# Slivno
Slivno es una localidad de Croacia en el ejido de la ciudad de Šibenik, condado de Šibenik-Knin.

## Geografía
Se encuentra a una altitud de 264 m s. n. m. a 356 km de la capital nacional, Zagreb.

## Demografía
En el censo 2011 el total de población de la localidad fue de 110 habitantes.
| Gráfica de población de Slivno 1857-2011                            |
|                                                                     |
| Según los censos de población de la oficina estadística de Croacia. |